# ارائه بهترین تلاش
ارائه بهترین تلاش (انگلیسی: Best effort delivery) یک سرویس شبکه را توصیف می‌کند که در آن شبکه تحویل بسته‌ها و داده‌های ارسالی را تضمین نمی‌کند. در یک شبکه با ارائه بهترین تلاش بنا بر آن است که همهٔ کاربران بهترین خدمات ارائه شده را دریافت کنند. به این معنی که بسته به بار ترافیک فعلی، ممکن است با فقدان یا تأخیر در رسیدن بسته‌ها مواجه شوند. این روش در مقابل با شیوهٔ تحویل کاملاً مطمئن که بسته‌ها در آن با ضمانت و بدون تأخیر دریافت می‌شوند قرار دارد. یا با طرح‌های سوئیچینگ مدار که دارای کیفیت تعریف شده و مداوم از خدمات هستند، در تضاد قرار داد.

## مثال‌ها
خدمات پستی نامه‌ها را با استفاده از روش تحویل بهترین تلاش، ارسال می‌کند. تحویل نامه خاص از قبل برنامه‌ریزی نشده‌است - هیچ منبعی در اداره پست از پیش تعیین نشده‌است. این سرویس «بهترین تلاش» خود را برای تحویل پیام‌ها خواهد کرد، اما اگر ناگهان تعداد زیادی از نامه‌ها به یک اداره پستی وارد شوند، ممکن است تحویل به تأخیر بیفتد. فرستندگان نامه از رسیدن نامه‌هایشان باخبر نمی‌شوند.
شبکه‌های تلفنی معمولی مبتنی بر ارتباطات با بهترین تلاش نیستند، بلکه براساس تعویض مدار می‌باشد. در مرحله اتصال یک تماس جدید، منابع در مبادلات تلفنی محفوظ است، یا یک سیگنال شلوغ (بوق اشغال) به کاربر اطلاع می‌دهد که تماس به دلیل عدم وجود ظرفیت آزاد مسدود شده‌است. تماس تلفنی مداوم به دلیل بارگذاری بیش از حد شبکه هرگز قطع نشده و از پهنای باند ثابت تضمین می‌شود.
پروتکل اینترنت با بهترین تلاش برای ارائه داده گرام‌های بین میزبان‌ها، بهترین خدمات را ارائه می‌دهد. IPv4 یک پروتکل اینترنت بدون اتصال است که به روش تحویل بهترین تلاش بستگی دارد. داده گرام‌های IPv4 ممکن است از بین بروند، خودسرانه به تأخیر بیفتند، خراب شوند یا کپی شوند. برنامه‌های کاربردی ساخته شده در بالای آن، خدمات اضافی مورد نیاز خود را به صورت end-to-end پیاده‌سازی می‌کنند. پروتکل (TCP) تحویل تضمین شده از یک جریان اکتت بین یک جفت میزبان به لایه فوق را فراهم می‌کند، به صورت داخلی جریان را به بسته‌ها تقسیم کرده و در صورت گم یا خراب شدن مجدداً این بسته‌ها را ارسال می‌کند. پروتکل (UDP) یک لایه انتزاعی نازک‌تر ارائه می‌دهد که فقط خطاها را در داده گرام‌ها مورد بررسی قرار می‌دهد. هر دو پروتکل لایه انتقال هستند و مالتی پلکس را بین فرایندهای همان میزبان با شماره‌های پورت پیاده‌سازی می‌کنند.

کابل شبکه
کابل شبکه برای اتصال و انتقال اطلاعات و داده ها بین رایانه‌ها، روترها و سوییچ ها استفاده می‌شوند. کابل شبکه اساسا حامل و یا رسانه‌ای است که داده در آن جریان می‌یابد. کابل شبکه انواع مختلفی دارد و بسته به ساختار و توپولوژی کلی سیستم مورد استفاده قرار می‌گیرد. متداولترین نوع کابل شبکه کابل‌های زوج سیم بهم تابیده می‌باشد.

کاربرد کابل شبکه
کابل‌های شبکه مسی برای اهداف خاص از قبیل صدا، زنگ درب، تجهیزات کنترل از راه دور ویا هر کاربرد کم ولتاژ و کم سرعتی تولید می شوند. هر کاتالوگ بزرگ مربوط به کابل کشی را انتخاب نمایید مسلما انواع کابل‌های شبکه مسی را در آن مشاهده خواهید کرد. با این حال تمامی این کابل‌ها برای انتقال داده (Data) و صدا (Voice) مناسب نیست. کابل‌هایی که برای انتقال مورد استفاده قرار می‌گیرد باید از پهنای باند بالا در فرکانس گسترده پشتیبانی کند حتی اگر برای تلفن‌های دیجیتال باشد. بنابراین باید توجه داشت که برای هر کاربردی کابل مناسب انتخاب گردد. همانطور که گفته شد انواع و اقسام کابل‌های مسی وجود دارد که در جدول ذیل به برخی از کابل‌های قدیمی و کابلهای فعلی و کاربردهای آن اشاره شده است.

فیبر نوری به فناوری گفته می‌شود که اطلاعات را بصورت پالس های نور در امتداد فیبر شیشه ای یا پلاستیکی منتقل می‌کند. یک کابل فیبر نوری می‌تواند حاوی تعداد متفاوتی از این فیبر‌های شیشه‌ای باشد از یک تا چند صد تار فیبر نوری. به این فیبرهای شیشه‌ای کر(Core) یا هسته گفته می‌شود خود هسته توسط یک لایه شیشه‌ای دیگر که روکش (Cladding) نامیده می‌شود احاطه می‌شود. یک لایه بافر (Buffer Tube)‌ از روکش (Cladding) محافظت می‌کند و یک جاکت به عنوان پوشش نهایی روی بافر قرار می‌گیرد. کابل فیبر نوری نسبت به کابل مسی از سرعت انتقال و پهنای باند بیشتری برخوردار است که همین نکته باعث شده است که در جاهایی که نیاز به سرعت انتقال بالا می‌باشد از کابل فیبر نوری بجای کابل مسی استفاده شود . کابل فیبر نوری برای شبکه‌های داده با مسافتهای طولانی و کارایی بالا کاربرد دارد. به عنوان مثال کابل فیبر نوری در خدمات مخابراتی کاربرد بسیار زیاد دارد و برای تامین اینترنت گیگابیت شرکت ها از کابل فیبر نوری استفاده می‌کنند.